# Shifra Shvarts
 (janvier 2020).
 (février 2020).
Shifra Shvarts (née en 1949) est une chercheuse en histoire de la médecine et professeure au Centre d'enseignement médical de la Faculté des Sciences de la Santé de l'université Ben Gourion. Elle remplit la fonction de secrétaire générale adjointe de l'Organisation Mondiale de l'Histoire de la Médecine. Ses recherches portent sur l'histoire et le développement des services de santé en Israël et sur l'histoire de la médecine publique.

## Biographie
Shifra Leider-Shvarts est née à Tel Aviv ; ses parents sont Yehezkiel Leider et Batya Ben Ephraim[réf. souhaitée]. Elle a grandi à Ashkelon et à partir de 1962, à Beer Sheva. Shvarts détient une licence en histoire et géographie, une maîtrise en histoire et un doctorat en sciences de la santé, tous de l'Université Ben Gourion. De 1993 à 1994, elle a étudié à l'École de Médecine de l'université de Rochester dans l'État de New York dans le domaine de l'histoire de la santé et de la gestion des systèmes de santé, et depuis 1995, elle est membre du corps professoral de la Faculté des Sciences de la Santé. De 1996 à 1998, elle a été présidente de la Société Israélienne d'Histoire de la Médecine et a joué depuis un rôle majeur dans les activités de cette institution. De 2001 à 2004, Shvarts a dirigé le Département de la Gestion des Systèmes de Santé et, depuis 2002, elle est membre du conseil d'administration et membre du conseil des gouverneurs de l'Institut National des Services de Santé et des Politiques de Santé de l'Institut Gartner au Centre Médical Sheba  à Ramat Gan. Depuis 2004, Shvarts est membre du corps professoral du Centre de formation médicale de la Faculté des Sciences de la Santé de l'Université Ben Gourion du Néguev. De 2006 à 2017, en plus d'avoir été professeure à temps plein à la Faculté des Sciences de la Santé, Shvarts a travaillé en tant que chercheuse à l'Institut Gartner d'Épidémiologie et de la Recherche des Politiques de la Santé au Centre Médical Sheba.  L'essentiel de ses recherches à l'Institut Gartner traitait du développement des services de santé en Israël et des problèmes de santé publique au cours de la première décennie de l'État d'Israël, avec un accent particulier sur la question du traitement organisé et radiologique de la teigne en Israël et dans le monde. 
En 2008, elle a été élue secrétaire générale adjointe de la Société Internationale d'Histoire de la Médecine (International Society for the History of Medicine) et depuis 2014, elle est directrice adjointe de l'Organisation Mondiale de l'Histoire Médicale et rédactrice en chef de la revue scientifique 'Vesalius'.

## Activité académique de recherche
Le professeur Shvarts est considérée comme la pionnière et fondatrice du domaine de la recherche sur le développement du système de santé en Israël. Le thème central de ses travaux de recherche porte sur l'importance de la reconnaissance de la recherche sur les racines sociales, culturelles, historiques et organisationnelles du système de santé en tant que clé pour la compréhension de sa gestion de nos jours. Son étude sur l'émergence du modèle des médecins salariés en Israël et son travail sur les mesures visant à promulguer une loi sur l'assurance maladie obligatoire ont conduit à une nouvelle appréhension cruciale de l'importance de la compréhension de la gestion du système de santé, et ont même été  largement mentionnés et cités dans le rapport Amoraï sur la réglementation du travail des médecins dans le système de santé publique en Israël. 
À la suite de la reconnaissance pour son travail scientifique et à sa contribution à la progression et au développement de la recherche interdisciplinaire dans le domaine des services de santé, Shifra Shvarts a été élue en 2002 à la direction de l'Institut National des Services de la Santé et de la Recherche sur les politiques de santé. 
Shvarts a rédigé quatre livres en tant qu'auteur unique et dix autres avec des chercheurs associés. Tous les livres traitent de différents aspects de l'histoire de l'organisation des systèmes de santé en Israël. Son livre Mutuelle de Santé,  Histadrout, Gouvernement a remporté le prix Einhoren de la Littérature Médicale en Hébreu. Dans ses livres, Shvarts présente une image panoramique de l'expérience politique et organisationnelle en Israël des années 1920 et 1930 à travers le miroir de la manière dont la  communauté et ses institutions firent face au sujet de l'organisation des services médicaux 
Outre ses recherches sur l'histoire des services de santé en Israël, Shvarts a étudié les changements qui ont eu lieu dans le système de santé de l'État d'Israël après sa création - une étude continue portant sur les causes et les besoins de changements dans le système de santé après la création de l'État. Dans ces études, ont été définis pour  la première fois les pouvoirs politiques et économiques qui ont eu un impact sur la prise de décisions en matière de santé dans la société israélienne, comme le gouvernement israélien, les mutuelles de santé, la Histadrout, la Histadrout [Fédération] médicale et la Fédération des infirmières et infirmiers ; ces études ont permis d'étudier leurs activités et le maintien de leur statut en tant que principe de base pour chacune des principales questions publiques en Israël, telles que l'intégration des médecins nouveaux immigrés, la loi sur l'assurance maladie gouvernementale, la loi sur les infirmières, l'assurance des mères et les services de Tipat Halav.   
Au cours des dix dernières années, Shvarts s'est focalisée sur la recherche de la manière dont divers pays du monde en général, et l'État d'Israël en particulier, gèrent la question du traitement médical de la teigne par radiothérapie et sur les aspects sociaux ultérieurs de ce traitement, tels qu'ils sont reflétés dans la législation visant à indemniser les victimes de la teigne en Israël, ainsi que sur l'examen universitaire et  historique de la manière dont la loi sur l'assurance maladie impacte le système de santé israélien.

## Publications
(septembre 2024).
- S. Shvarts, Holim Kupat, Le Fonds de Maladie Général, 1911-1937, Centre de Recherche Ben Gurion et Maison de Presse de l'Université de Ben Gurion, 1997, (Hébreu)).
- S. Shvarts, Le Fonds Général de la Santé, les Fédérations des Travailleurs et le Gouvernement d'Israël, Maison de Presse de l'Université de Ben Gurion et Maison de Presse Beith Berl 2000, (Hébreu).
- S. Shvarts, The Workers' Health Fund in Eretz Israel, The University of Rochester NY and Boydell& Brewer Press, novembre 2002.

• Shehory-Rubin Z., Shvarts S., Hadassah pour la Santé des Gens, Hasifria Hazionit, Jérusalem, 2003, (Hébreu).
• Doron H., Shvarts S., Médecine dans la Communauté, Maison de Presse de l'Université de Ben Gurion, 2004, (Hébreu).
• Shvarts S., Health and Zionism,[ La Santé et le Sionisme], The University of Rochester NY and Boydell& Brewer Press ,UK, 2008.https://boydellandbrewer.com/9781580462792/health-and-zionism/
• Shehory-Rubin Z., Shvarts S., "Hadassah" for the Health of the People, ["Hadassah" pour la Santé des Gens], Dekel Academic Press, 2012.
• Shehory-Rubin Z., Shvarts S., "Alexandra Belkind: L'histoire d'une Femme Médecin Juive Pionnière", Bahur Pub. 2012 (Hébreu). 
• Doron H., Shvarts S., Vinker A., Médecine Familiale en Israël, Publication de l'Université de Ben Gurion et l'Institut  Bialik Institute, 2014, (Hébreu).
• Stoler-Liss, Shvarts.  S., Shani M., Être une Nation en Bonne Santé, Publication de l'Université de Ben Gurion et l'Institut Bialik, 2016 (Hébreu).
• Jotkowitz A., Shvarts S.,(eds.)  Autonomy, Altruism and Authority in Medical Ethics: Essays in Honor of Professor Shimon Glick,[Autonomie, Altruisme et Autorité en Matière d'Éthique Médicale : Essais en l'Honneur du Professeur Shimon Glick], Nova Science Publishers Inc. NY, 2015.
• Jotkowitz A., Shvarts S.,  Autonomie, Altruisme et Autorité en Matière d'Éthique Médicale : Essais en l'honneur du Professeur Shimon Glick, Publication de l'Université de Ben Gurion 2016, (Hébreu).
• Shvarts S., Sadetzki S., La Teigne - Aspects Historiques, Médicaux et Sociaux de son Traitement, Publication de l'Université de Ben Gurion  Mai 2018, , (Hébreu).
• Shvarts S., Bennun G., Haim Doron – Mon Parcours dans le Système de Santé - Conversations et Souvenirs, Publication de l'Université de Ben Gurion Mars 2019 (Hébreu).
• Bar Oz Y., Bin Nun G., Shvarts S., Le Système de Santé Israélien sur la Table d'Opération - 25 ans depuis la mise en œuvre de la Loi Nationale sur l'Assurance Maladie, Publication de l'Institut National de Recherche sur les Politiques de Santé, 2019 (Hébreu).
Shifra Shvarts, Siegal Sadetzki (eds.), Ringworm and Irradiation: The Historical, Medical, and Legal Implications of the Forgotten Epidemic, Oxford Medical Online, https://www.amazon.com/Books-Shifra-Shvarts/s?rh=n%3A283155%2Cp_27%3AShifra+Shvarts